# Squalidus nitens
Squalidus nitens är en fiskart som först beskrevs av Günther, 1873.  Squalidus nitens ingår i släktet Squalidus och familjen karpfiskar. Inga underarter finns listade i Catalogue of Life.